# Giuseppe Fieschi
Giuseppe Marco Fieschi (ur. 13 grudnia 1790 w Murato, zm. 19 lutego 1836 w Paryżu) – Korsykanin, autor nieudanego zamachu na życie króla Francji Ludwika Filipa w 1835 r.

## Młodość
Urodził się w rodzinie wiejskiej, w czasie rewolucji stracił dwóch braci – jeden zmarł w więzieniu, drugi zginął na froncie. W młodości służył w armii Murata, do której wstąpił jako szesnastolatek. Wyróżniał się straceńczą odwagą, za wyczyn w bitwie pod Połockiem zdobył nawet medal: wziął wtedy do niewoli 22 carskich kozaków stojąc na czele mniejszego liczebnie oddziału. Następnie walczył w armii Murata jako króla Obojga Sycylii. Ponownie odznaczył się odwagą i otrzymał Order Królewski Obojga Sycylii, jednak w 1815 r., gdy potęga Murata zaczęła się chwiać, został podwójnym agentem austriackim, przekazując cesarzowi m.in. plany bitwy pod Tolentino, poważnie ułatwiając Austriakom zwycięstwo.
Po zakończeniu wojen napoleońskich zaczął wieść życie przestępcze i doczekał się w końcu wyroku 10 lat więzienia i dożywotniego dozoru za kradzieże i fałszerstwa. W więzieniu nauczył się krawiectwa i po odbyciu wyroku, ponownie posługując się podrobionymi dokumentami, dotarł do Paryża.

## W Paryżu
Do 1830 r. pracował jako krawiec. Po rewolucji lipcowej, korzystając z dekretu Ludwika Filipa o amnestii dla więźniów politycznych czasów Restauracji, zażądał zwrotu stopnia podporucznika, jaki miał w armii Murata, przedstawiając swój pobyt w więzieniu jako uzasadniony politycznie. Roszczenie zostało potraktowane jako częściowo zasadne i Fieschi został przyjęty do 61 pułku piechoty w stopniu sierżanta. Oprotestował tę decyzję; ponowne rozpatrzenie skargi poskutkowało przeniesieniem do kompanii byłych podoficerów, gdzie nawiązał liczne znajomości z byłymi napoleońskimi żołnierzami.
Znajomości te umożliwiły Fieschiemu pracę dla prefektury policji, gdzie, zarekomendowany przez nowo zdobytych przyjaciół, otrzymywał zadania agenta – prowokatora. Filtrował tajne stowarzyszenia republikańskie, miał informować o ich pracach policję, w praktyce jednak często zachowywał się jak podwójny agent, informując organizacje wywrotowe o zamiarach tropiących je policji. Po trzyletniej pracy przestał jednak regularnie otrzymywać zlecenia (być może z powodu częściowej dekonspiracji jego działalności), a następnie całkowicie stracił zajęcie.
Równoczesne niepowodzenia w życiu prywatnym (uwikłał się w romans z piętnastoletnią córką dawnego towarzysza z więzienia) sprawiły, że Fieschi zaczął hazardowo grać w kasynie Palais-Royal i popadł w długi. Ponadto jego status „represjonowanego politycznie” został zakwestionowany, a nowe postępowanie otwarte w tej sprawie nie rokowało dobrze. Fieschi musiał na nowo uciekać.

## Spiskowiec
Fieschi, często określany jako anarchista, w rzeczywistości nie posiadał wyraźnych poglądów politycznych. Kilku świadków przesłuchiwanych w procesie po zamachu na Ludwika Filipa oceniło go jako płytkiego materialistę, który zawsze działał jedynie dla pieniędzy. Jest zatem prawdopodobne, że przyłączył się do nielegalnego Stowarzyszenia Praw Człowieka także zachęcony przez fakt, że jego działacze obiecali mu dwumiesięczne utrzymanie. Wspólnie z Moreyem i Pepinem, aktywistami stowarzyszenia, zbudował machinę. Istotą jej działania był równoczesny wystrzał z 25 karabinów.

## Ostatnie lata

### Zamach

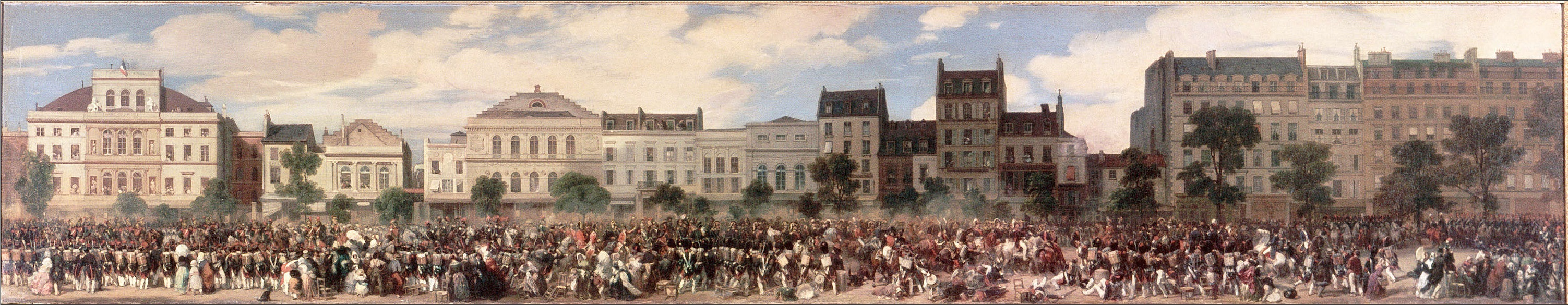
Zamach dokonany przez Giuseppe Fieschiego 28 lipca 1835 r. Obraz Eugène Lami

28 lipca 1835 r. w czasie parady wojskowej na bulwarze Temple Fieschi osobiście uruchomił machinę, mierząc z domu pod nr 50 (dziś znajduje się tam tablica pamiątkowa) w kierunku Ludwika Filipa i jego dwóch synów. Padło 19 zabitych, poza marsz. Mortierem głównie przypadkowych obserwatorów parady, jednak zamierzone ofiary przeżyły. Kule zabiły jedynie konie, na których siedzieli książęta.

### Proces i egzekucja
Fieschi został ranny z powodu awarii maszyny, ale lekarze wyleczyli go. Podczas procesu, rozpoczętego 30 stycznia 1836 r. przed Izbą Parów, przyznał się do winy i wydał swoich wspólników, licząc, że uniknie gilotyny. Zaprezentował się jako człowiek bezideowy, chciwy osobistej sławy, arogancki, prawie paranoik. Nie uchroniło to przed ścięciem jego i wskazanych współkonstruktorów machiny. Represje uderzyły także w republikanów i ich organizacje, chociaż niektóre z nich odcięły się od zamachu.